# Klods Hans (film)
 For alternative betydninger, se Klods Hans (flertydig). (Se også artikler, som begynder med Klods Hans)
Klods Hans er en dansk dukkefilm fra 1999 med instruktion og manuskript af Mihail Badica.

## Handling
H.C. Andersens berømte eventyr om den fattige dreng fra landet, der i kraft af sin kreativitet og åbenhed, vinder prinsessen og det halve kongerige, opføres her som Mester Jakel-teater. I Mihail Badicas fortolkning af eventyret har Klods-Hans's ged grønne briller på, prinsessen er en værre rappenskralde, og alle dukkerne taler tegnsprog.